# Paul-Emile Bécat
Paul-Emile Bécat (Parigi, 2 febbraio 1885 – Parigi, 1º gennaio 1960) è stato un pittore, incisore e disegnatore francese.
Parallelamente alla sua attività di pittore, Bécat fu un illustratore estremamente prolifico, tanto che le sue opere di pittura sono dai più ignorate. In vita sua egli ha illustrato quasi 100 volumi, molti di contenuto erotico, tra cui opere dell'Aretino (Ragionamenti), Casanova (I miei amori a Venezia), Ovidio (Amores, Ars amatoria), Voltaire (Candido, Il Bianco e il nero, L'uomo dai quaranta scudi, L'ingenuo, Jeannot e Colin, Le lettere di Amabed, Il mondo va come va, La principessa di Babilonia, Il toro bianco, Zadig), Diderot (I gioielli indiscreti, La monaca), La Fontaine (Gli amori di Psiche e Cupido), Baudelaire (I fiori del male), Nerval (Sylvie), de Laclos (Le relazioni pericolose), Verlaine (Canzoni per lei e Odi in suo onore, Feste galanti, Opere libere, Poemi d'amore), Marivaux (Opere scelte), A. Dumas (La signora dalle camelie), Flaubert (L'educazione sentimentale), T. Gautier (Fortunio), de Lamartine (Graziella), Prévost (Storia del Cavaliere De Grieux e di Manon Lescaut).
Maestro della puntasecca, cantore delle grazie femminili e delle scene saffiche in cui l'erotismo è esacerbato dalla precisione del tratto, Bécat è assai apprezzato dai bibliofili amanti delle immagini libertine.
Bécat ha studiato all'École des Beaux-Arts di Parigi con Flameng e Ferrier. Ottenne il Prix de Rome nel 1920, la medaglia d'argento al Salon des artistes français, di cui fu anche membro, e il Prix de Robert de Rougé.